# Kuninguste
Kuninguste is een plaats in de Estlandse gemeente Saaremaa, provincie Saaremaa. De plaats heeft de status van dorp (Estisch: küla) en telt 30 inwoners (2021).
Tot in oktober 2017 lag de plaats in de gemeente Orissaare. In die maand ging Orissaare op in de fusiegemeente Saaremaa.

## Geschiedenis
Tussen Kuninguste en Tagavere liggen de resten van een grafveld, dat in gebruik is geweest tussen de 1e en de 5e eeuw.
Kuninguste werd voor het eerst genoemd in 1592 als boerderij Hans Konning op het landgoed van Kareda. In 1645 was Kuninguste onder de naam Kunningas een dorp. De plaats lag op korte afstand van het dorp Kareda, dat in het begin van de 20e eeuw verdween. De plaats waar het gelegen heeft, ligt nu op het grondgebied van Kuninguste.
Tussen 1977 en 1997 hoorde Kuninguste (en ook vijf andere buurdorpen, Arju, Imavere, Kareda, Salu en Väljaküla) bij Tagavere. In 1997 werd het weer een zelfstandig dorp.